# J. Christian Ingvordsen
J. Christian Ingvordsen (* 4. Juli 1957 in Kopenhagen) ist ein dänischer Filmregisseur und -produzent, der auch als Schauspieler und Drehbuchautor in Erscheinung tritt. 

## Leben
Ingvordsen begann seine Karriere 1984 mit der Produktion des Filmdramas Model Behavior. 1986 gab er mit dem Film Hangmen  sein Debüt als Regisseur und Drehbuchautor. In dieser Produktion ist Sandra Bullock in ihrer ersten Rolle als Schauspielerin zu sehen. Auch Ingvordsen trat hier in seiner ersten Rolle in Erscheinung. Bei fast allen seiner folgenden Filme als Regisseur war Ingvordsen auch als Drehbuchautor, Produzent und Schauspieler tätig. 
Mit Julia Roberts gab eine weitere, später sehr bekannte Filmschauspielerin ihr Spielfilmdebüt unter der Regie von Ingvordsen. Roberts war für wenige Augenblicke in der 1986 produzierten Filmkomödie Firehouse... wie die Feuerwehr zu sehen. 
Er erlangte einen gewissen Grad an Bekanntheit durch die Inszenierung der Airboss-Filmreihe, die vier Low-Budget-Produktionen aus den Jahren 1997 bis 2000 umfasst. Die Hauptrolle übernahm in allen Streifen Frank Zagarino.

## Filmografie (Auswahl)
als Regisseur
- 1986: Hangmen
- 1986: Firehouse... wie die Feuerwehr (Firehouse)
- 1987: Hangmen II – The Mission (Covert Action)
- 1988: Mob War
- 1989: Blue Vengeance – Zwang zum Töten (Blue Vengeance)
- 1991: Black Berets (Comrades in Arms)
- 1993: The Outfit
- 1995: Cyber Vengeance
- 1997: Airboss
- 1998: Mission - 2002 (Airboss II: Preemptive Strike)
- 1999: Airboss III (Airboss III: The Payback)
- 1999: Strike Zone
- 2000: Airboss IV: The X Factor

als Schauspieler
- 1997: Airboss

als Drehbuchautor
- 1997: Airboss

als Produzent
- 1997: Airboss
- 2021: Foxhole